# Bikol
| Wikipedia | Wikipedia har en upplaga på Bikol. |

Denna artikel behandlar språket. För halvön, se Bikolhalvön. För regionen, se Bikolregionen.
Bikol, eller bicolano, är ett nordväst-austronesiskt (filippinskt) språk talat främst på Bikolhalvön på Luzon i Filippinerna, samt på öarna Catanduanes och Burias i Masbate, av mellan 2 och 2,5 miljoner människor. Språket är i ett dialektkontinuum mellan visayasspråk och bikolspråk - tillsammans kallas de bisakolspråk. Språket har en semantiskt kontrollerad ordföljd:
| ”                                           | verb-agent-patient-dativ - ergativ-aktiv Tina’o kanglalake ’anglibro sababaye. t,in-a’o kang- lalake ’ang- libro sa- babaye gavEPATFgav ERG- man ABS- bok DAT- kvinna ’mannen gav boken till kvinnan’ - antipassiv Nagta’o ’anglalake ninglibro sababaye. nag- ta’o ’ang- lalake ning- libro sa- babaye AGT- gav ABS- man ACK- bok DAT- kvinna ’mannen gav en bok till kvinnan’ - dativ-topik Nata’ohan kanglalake ninglibro ’angbabaye. na- ta’o -han kang- lalake ning- libro ’ang- babaye DAT- gav -DAT ERG- man ACK- bok ABS- kvinna ’mannen gav kvinnan en bok’ | „ |
| – Institutionen för lingvistik och filologi | |   |